# Nothing to Gain
Nothing to Gain è il terzo album in studio del gruppo thrash metal Vio-lence pubblicato nel 1993 dalla Bleeding Hearts, e ripubblicato nel 1999 con una diversa copertina.
Il disco presenta brani nettamente più lenti e cupi del passato, quasi anticipando il Groove metal, ma anche alcune sfuriate degne del passato (tra cui la conclusiva Colour of Life). Fu registrato precedentemente al 1993, ma per via del cambiamento d'etichetta, venne posticipata l'uscita. Sean Killian, ad anni e anni di distanza, dichiarò che di questo disco "avrebbe cambiato le linee vocali da lui impostate, perché meno ispirate rispetto al passato"(fonte a fine pagina).

## Tracce
1. Atrocity
2. Twelve Gauge Justice
3. Ageless Eyes
4. Pain Of Pleasure / Virtues Of Vice
5. Killing My Words
6. Psychotic Memories
7. No Chains
8. Welcoming Party / This Is System
9. Colour Of Life

## Formazione
- Sean Killian - voce
- Phil Demmel - chitarra
- Robb Flynn - chitarra
- Dean Dell - basso
- Perry Strickland - batteria